# Středomořské podnebí

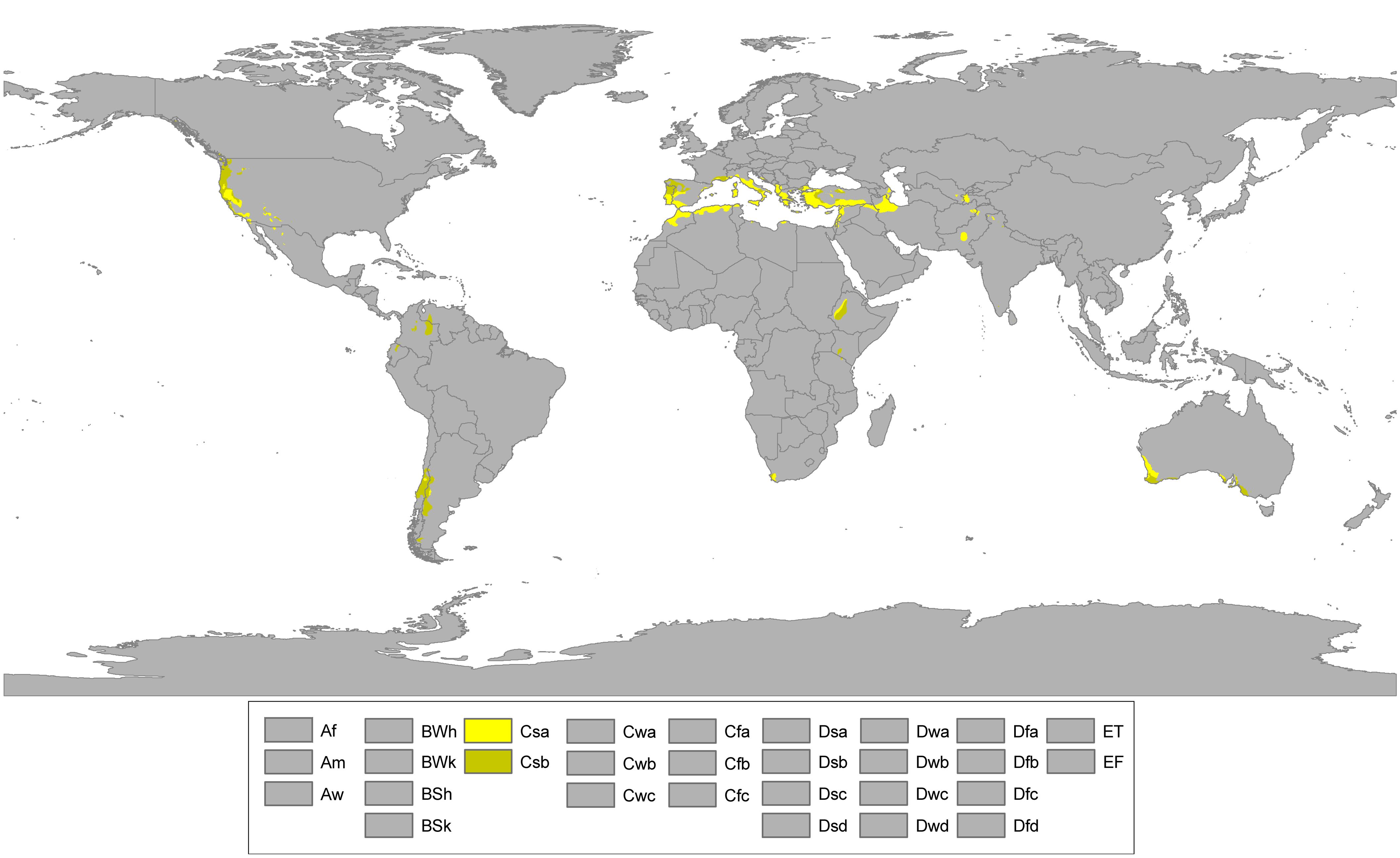
Oblasti se středomořským klimatem

Středomořské podnebí (zkratky Csa, Csb) je podle Köppenovy klasifikace podnebí klima podobné klimatu ohraničující Středozemní moře. Mimo tuto oblast mají oblasti s podobným klimatem malé rozlohy. Obecně se tento druh klimatu nachází na západním pobřeží kontinentů, zhruba mezi 30° a 45° severní nebo jižní šířky. Tyto oblasti mají ostrovní charakter, který se vyznačuje vysokým množstvím endemitů. Pro středomořské klima je typické velmi suché a horké léto a mírná deštivá zima. Tato kombinace dvou důležitých faktorů ovlivňujících vegetaci, teploty a srážek, dala vzniknout ojedinělému ekosystému tvrdolistého lesa. Křovinatá tvrdolistá vegetace je schopna velmi rychle regenerovat i přes problém s častými požáry v období sucha. Tím si chrání své území a zabraňuje kolonizaci nových rostlin.

## Poloha
Mimo oblast Středomoří se středomořské klima nachází v oblasti Kalifornie, u mysu Dobré naděje v Jihoafrické republice, ve středním Chile, jihozápadní Austrálii a pobřežních oblastech střední a jihovýchodní Austrálie.
Středomořské klima je vhodné pro pěstování vinné révy a proto se zde nachází řada známých vinohradnických oblastí.

## Horké středomořské klima (Csa)

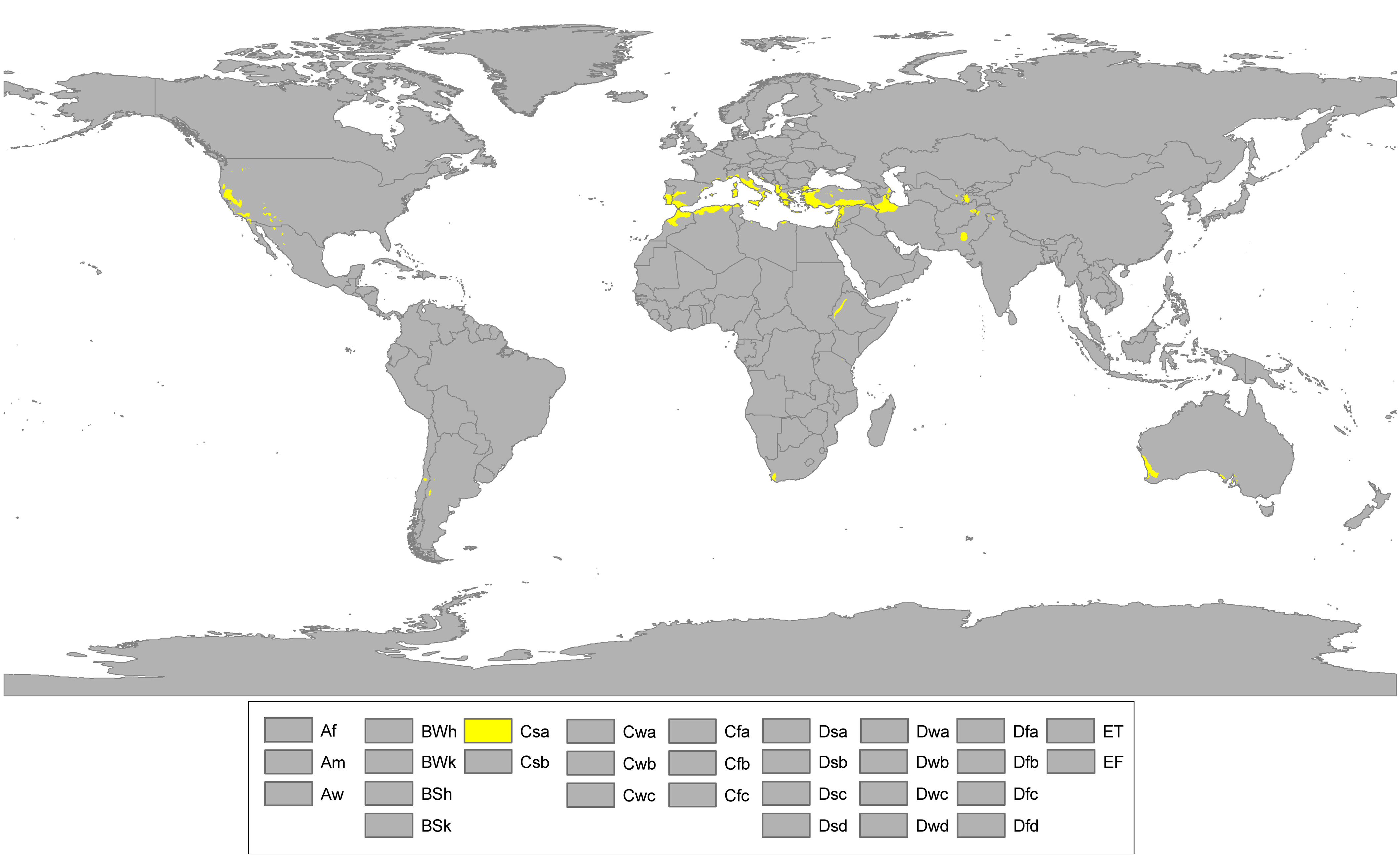
Oblasti s horkým středomořským klimatem (na mapě není žlutě vyznačeno pobřeží Jaderského moře)

Průměrná teplota nejteplejšího měsíce v roce překračuje 22 °C a průměrná teplota nejstudenějšího měsíce je mezi 18 °C až 0 °C. Alespoň 4 měsíce mají průměrnou teplotu vyšší než 10 °C. Léta jsou suchá a některé letní měsíce mohou být prakticky bez deště, tím se letní počasí podobá tomu v aridních a semiaridních oblastech. Naopak zimy jsou deštivé, ale přesto i v ní slunné dny nebývají nic neobvyklého. V zimě může někdy i sněžit, ale to je mnohem pravděpodobnější ve vnitrozemí, u pobřeží Chorvatska nebo Itálie je sněžení vzácnost.

### Teploty
Nejvyšší letní teploty bývají mezi 30 °C a 40 °C. Nejnižší zimní teploty jsou obvykle v okolí bodu mrazu nebo přibližně okolo −5 °C, ale na těch nejstudenějších místech u Kaspického moře mohou klesat až pod −10 °C. V zimě je přes den maximálně zhruba mezi 5 °C až 20 °C.

## Teplé středomořské klima (Csb)

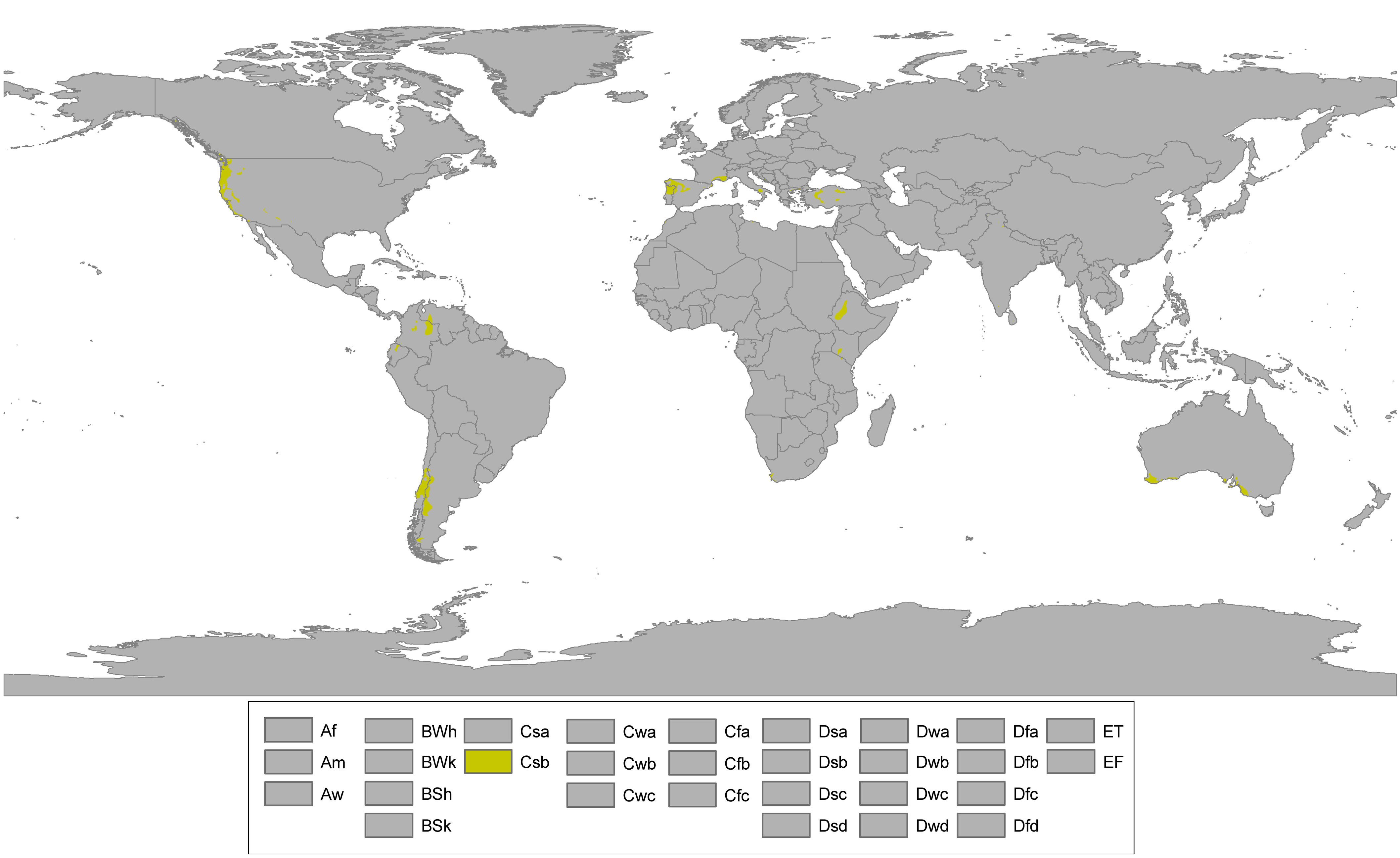
Oblasti s teplým středomořským klimatem

Léta jsou teplá a suchá, ale průměrná měsíční teplota nejteplejšího měsíce nepřekračuje 22 °C. Průměrná měsíční teplota nejstudenějšího měsíce je mezi 0 °C až 18 °C. Alespoň 4 měsíce musejí mít průměrnou teplotu nad 10 °C. Jinak je toto klima téměř stejné jako horké středomořské. Zimní teploty jsou stejné jako u horkého typu, letní teploty jsou však nižší, nejvyšší letní teploty bývají mezi 25 °C a 35 °C.

## Galerie

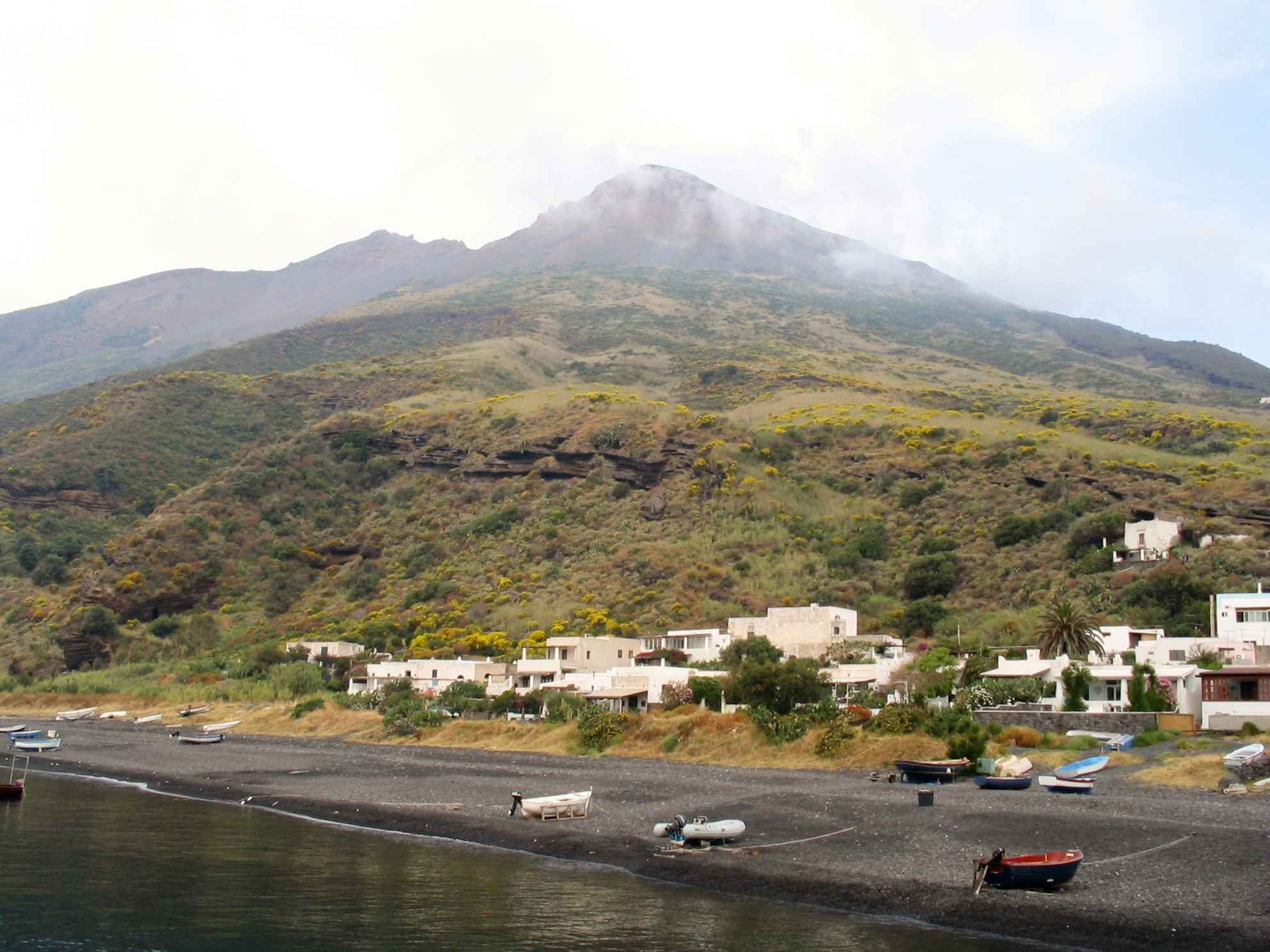
Typická krajina u Středozemního moře.
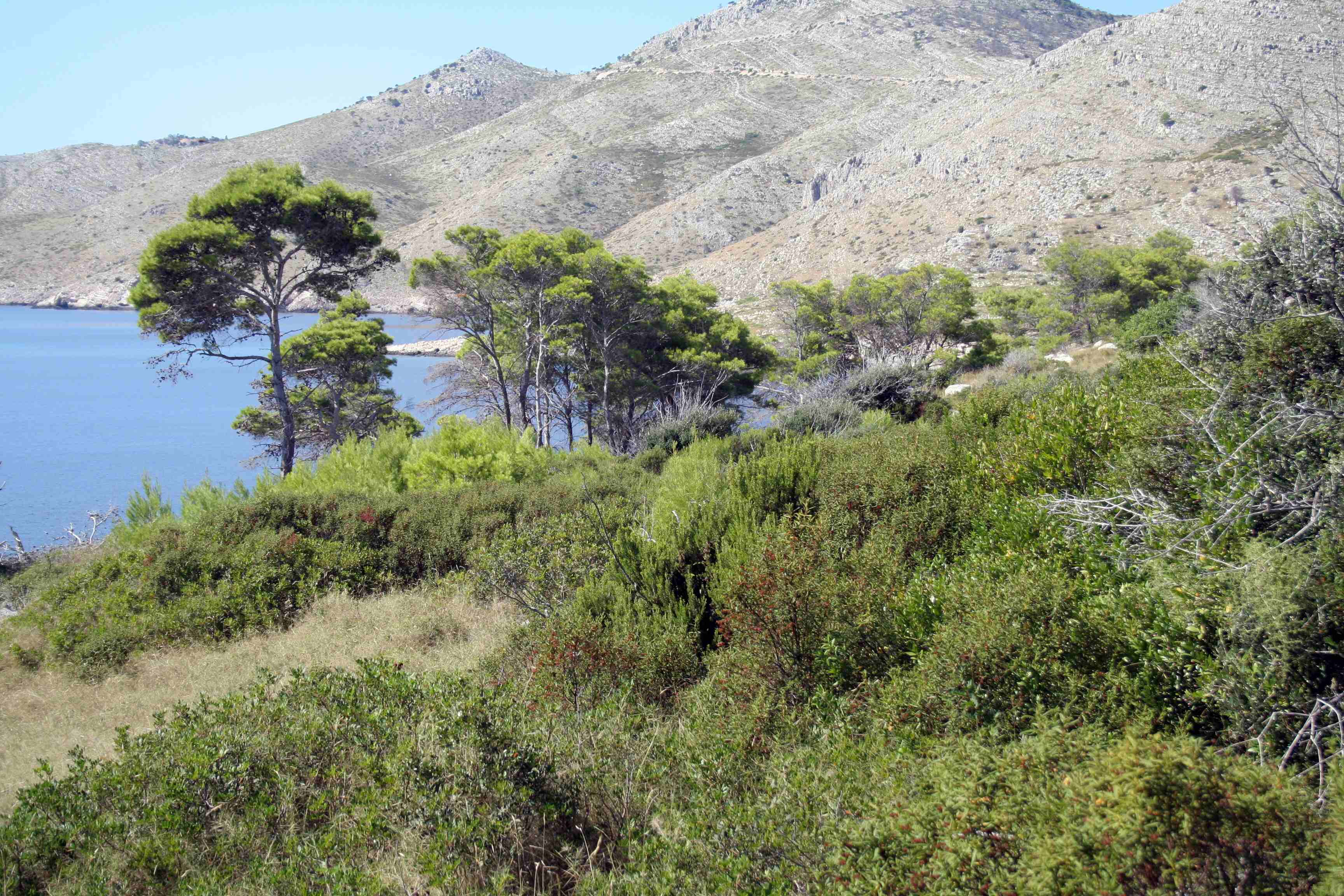
Některé keře a stromy vydrží i přes velké sucho zelené.
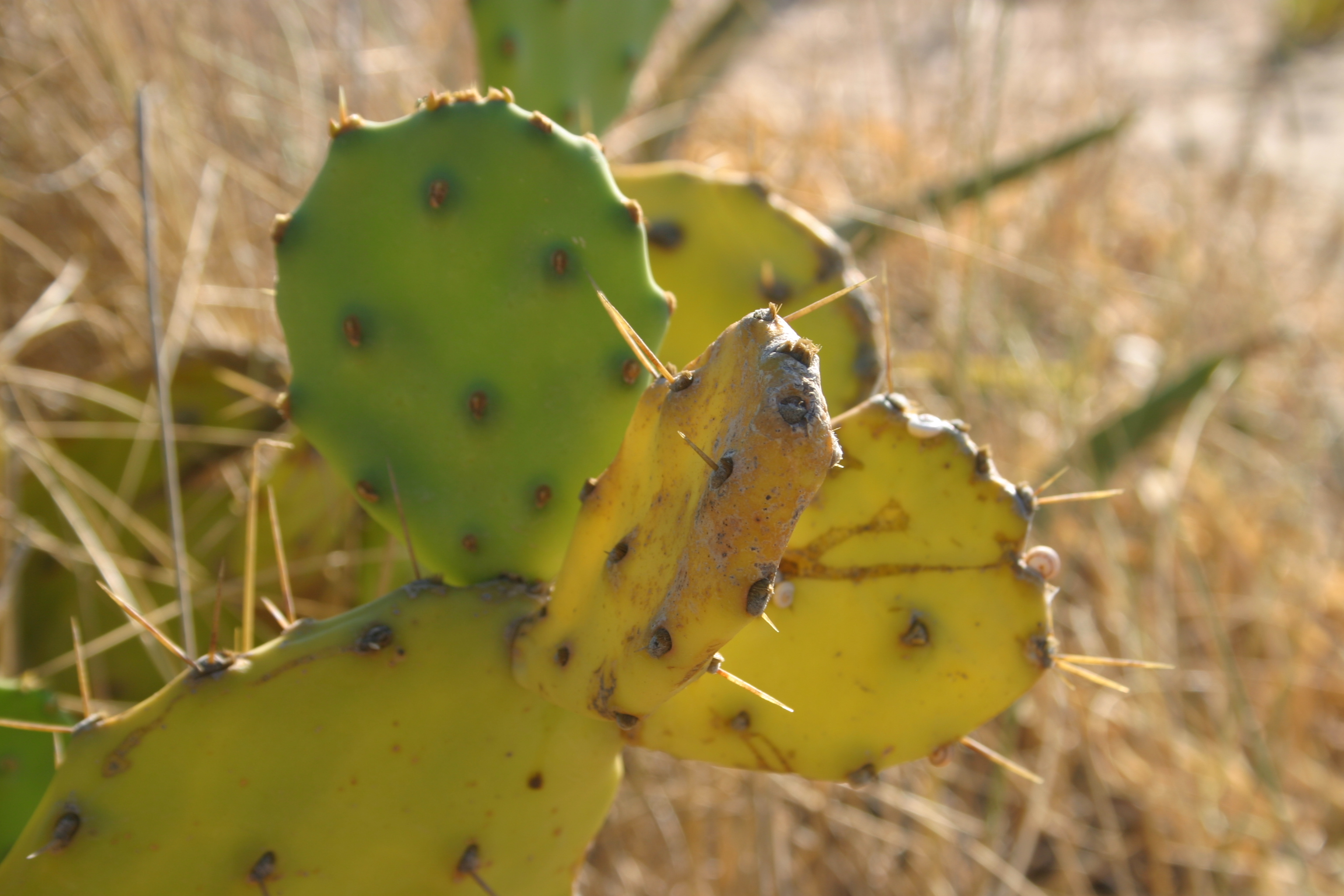
Opuncie na Sardinii.
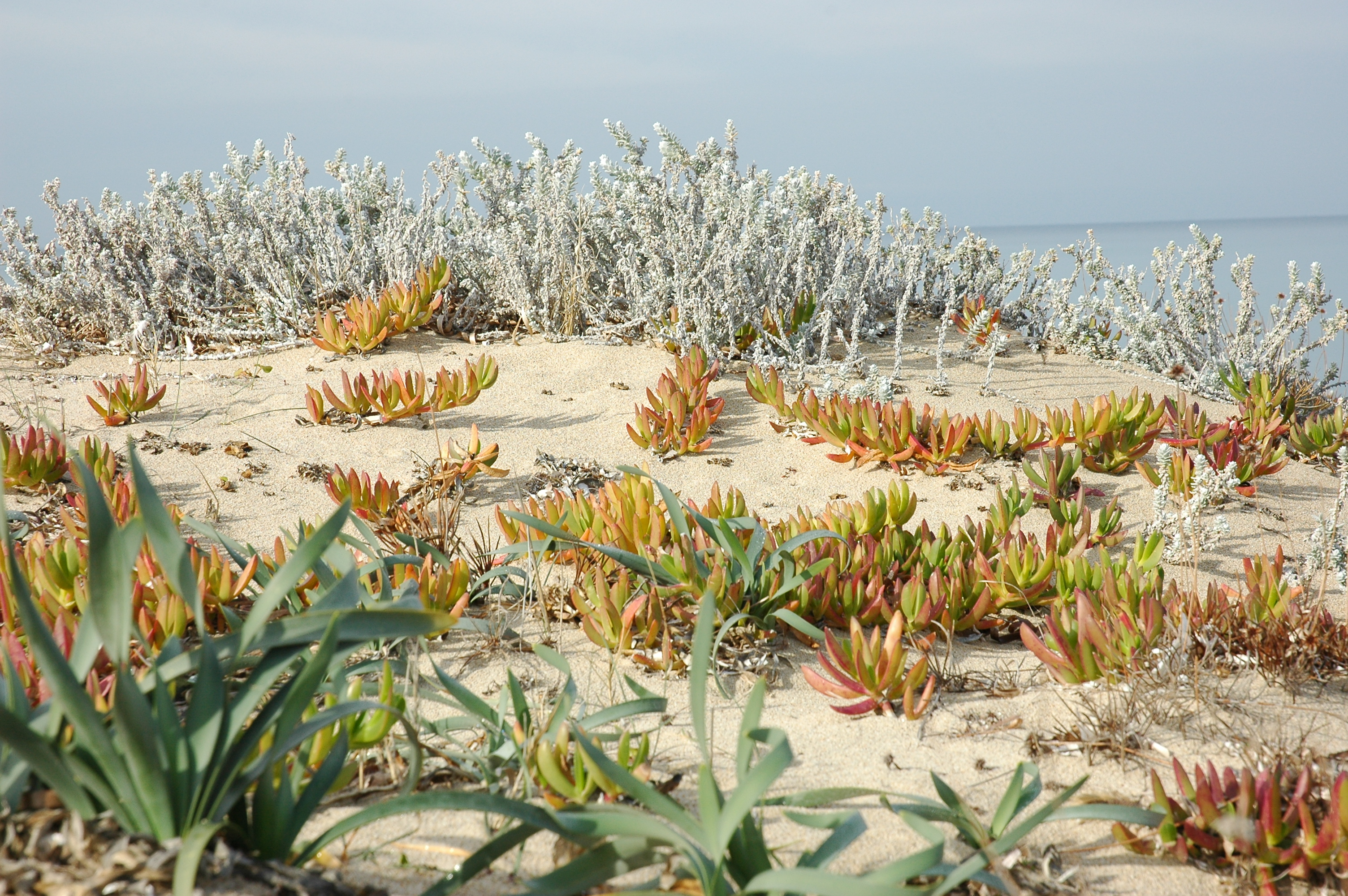
Velmi suché místo na Sardinii (polopoušť).
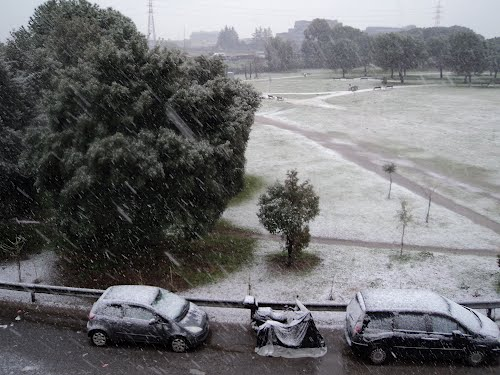
Sníh v Římě.
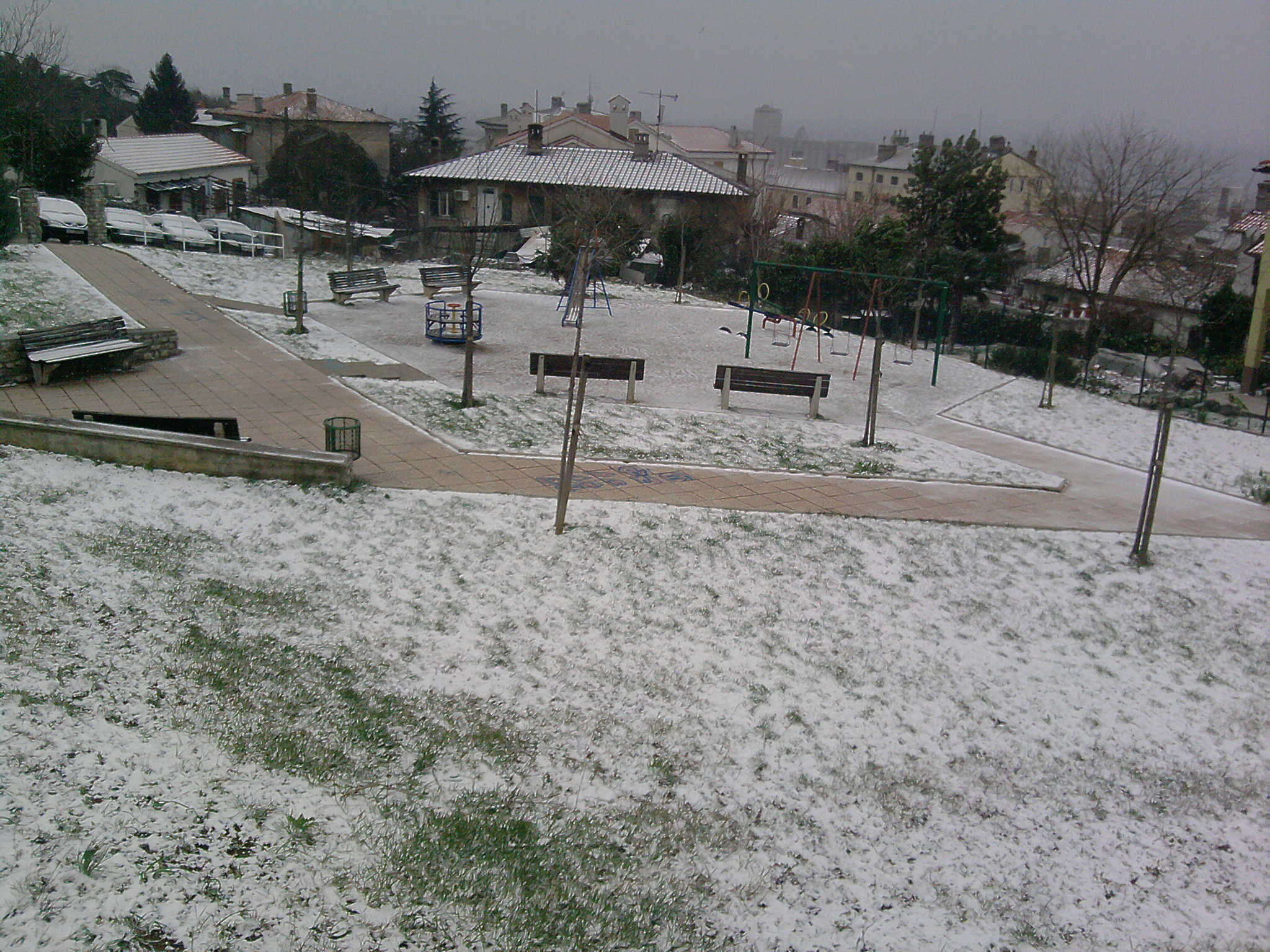
Sníh v Rijece.